# 救急救命士学校養成所指定規則
救急救命士学校養成所指定規則（きゅうきゅうきゅうめいしがっこうようせいじょしていきそく、平成3年8月14日文部省・厚生省令第2号）は、1991年（平成3年）8月14日に、日本国の救急救命士法に基づき制定された省令である。

## 教育内容
- 基礎分野
  - 科学的思考の基盤
  - 人間と生活
- 専門基礎分野
  - 人体の構造と機能
  - 疾患の成り立ちと回復の過程
  - 健康と社会保障
- 専門分野
  - 救急医学概論
  - 救急症候・病態生理学
  - 疾病救急医学
  - 外傷救急医学
  - 環境障害・急性中毒学
  - 臨床実習（シミュレーション、臨床実習及び救急用自動車同乗実習を含む。）